# 拡張ディスプレイ識別データ
拡張ディスプレイ識別データ (EDID) と 強化されたEDID (E-EDID) は、ディスプレイデバイスがビデオソース(グラフィックスカードやセットトップボックスなど)に対して機能を説明するためのメタデータ形式です。
データ形式はVESAによって発行された標準によって定義されています。
EDIDデータ構造には、メーカー名とシリアル番号、製品タイプ、蛍光体またはフィルタータイプ(色度データとして)、ディスプレイがサポートするタイミング、ディスプレイサイズ、輝度データ、および(デジタルディスプレイの場合のみ)ピクセルマッピングデータが含まれます。
DisplayIDは、EDIDおよびE-EDID拡張子をPCモニタと民生用電子機器の両方に適した統一形式に置き換えることを目的としたVESA規格です。

## 背景
EDID 構造体 (ベース ブロック) のバージョンは v1.0 から v1.4 の範囲です。これらはすべて、上位互換性のある 128 バイトの構造体を定義します。バージョン 2.0 では新しい 256 バイトの構造が定義されていましたが、非推奨となり、複数の拡張ブロックをサポートする E-EDID に置き換えられました。
HDMI バージョン 1.0 〜 1.3c は E-EDID v1.3 を使用します。
ディスプレイデータチャネル(DDC)とEDIDが定義される前は、グラフィックカードが接続されているディスプレイデバイスの種類を知るための標準的な方法はありませんでした。パーソナルコンピュータの一部のVGAコネクタは、1つ、2つ、または3つのピンをグランドに接続することで基本的な識別方法を提供しましたが、このコーディングは標準化されていませんでした。
この問題は、EDID と DDC によって解決され、ディスプレイが接続されているグラフィックス カードに情報を送信できるようになります。EDID情報の送信には、通常、I²Cバスに基づくDisplay Data Channelプロトコル、特にDDC2Bが使用されます(DDC1は異なるシリアル形式を使用していましたが、人気を博すことはありませんでした)。データは、ディスプレイとグラフィックカードを接続するケーブルを介して送信されます。VGA、DVI、DisplayPort、HDMIに対応しています。
(この先は翻訳されていません。有志を集っています)
Extended Display Identification Data(原文)